# Federica Augusta Sofia di Anhalt-Bernburg
Federica Augusta Sofia di Anhalt-Bernburg (Bernburg, 28 agosto 1744 – Coswig, 12 aprile 1827) Terza figlia del principe Vittorio Federico di Anhalt-Bernburg e di Albertina di Brandeburgo-Schwedt (1712–1750), era cognata della zarina Caterina II. Dall'aprile 1793 all'ottobre 1806 amministrò la signoria di Jever.

## Biografia
Il 22 maggio 1764 sposò nel castello di Ballenstedt Federico Augusto, principe di Anhalt-Zerbst e fratello di Caterina II di Russia. A causa di alcuni gravi disaccordi del marito con la Prussia, questi non poteva più, dal 1758, risiedere nei suoi possedimenti.
Dopo aver risieduto presso diverse corti di principi elettori, la copia si trasferì nel febbraio 1765 a Basilea, ove abitarono la Mitzsche Haus sul Petersgraben. Con personalità contemporanee di Basilea, come Isaak Iselin (1728-1782) e Peter Ochs, la principessa poté curare intensi contatti. Infine si dedicò al primo volume della sua Storia della città e della campagna di Basilea (1786).
Mentre il marito già nel 1780 aveva lasciato la città a causa di contrasti con il magistrato, trasferendosi in Lussemburgo, la principessa lasciò Basilea solo nel 1791, dopo 26 anni di esilio.
A Jever apprese nel marzo del 1793 della morte del marito e poche settimane dopo aver assunto l'amministrazione delle sue terre. Ella condusse questo incarico con oculatezza e spirito di riforma fino all'occupazione della zona di Jever da parte della truppe napoleoniche nell'ottobre del 1806.
Dopo la sua rinuncia all'incarico Federica Augusta tornò al castello di Coswig ove trascorse gli ultimi anni della sua vita insieme alla sorella Cristina di Schwarzburg-Sondershausen (1746-1823). Qui morì, senza aver avuto figli, il 12 aprile 1827.

## Ascendenza
|                                           |                                     |                                                           | Genitori                                            |  |  | Nonni |  |  | Bisnonni                           |  |  | Trisnonni                       |  |
|                                           |                                     |                                                           |                                                     |  |  |       |  |  | Vittorio Amedeo di Anhalt-Bernburg |  |  | Cristiano II di Anhalt-Bernburg |  |
|                                           |                                     |                                                           |                                                     |  |  |       |  |  | Vittorio Amedeo di Anhalt-Bernburg |  |  | Cristiano II di Anhalt-Bernburg |  |
|                                           |                                     | Eleonora Sofia di Schleswig-Holstein-Sonderburg           |                                                     |  |  |       |  |  | Vittorio Amedeo di Anhalt-Bernburg |  |  |                                 |  |
| Carlo Federico di Anhalt-Bernburg         |                                     |                                                           |                                                     |  |  |       |  |  | Vittorio Amedeo di Anhalt-Bernburg |  |  |                                 |  |
|                                           |                                     | Elisabetta del Palatinato-Zweibrücken                     | Federico del Palatinato-Zweibrücken-Veldenz         |  |  |       |  |  |                                    |  |  |                                 |  |
|                                           |                                     | Elisabetta del Palatinato-Zweibrücken                     | Federico del Palatinato-Zweibrücken-Veldenz         |  |  |       |  |  |                                    |  |  |                                 |  |
|                                           |                                     | Elisabetta del Palatinato-Zweibrücken                     | Anna Giuliana di Nassau-Dillenburg                  |  |  |       |  |  |                                    |  |  |                                 |  |
| Vittorio Federico di Anhalt-Bernburg      |                                     | Elisabetta del Palatinato-Zweibrücken                     |                                                     |  |  |       |  |  |                                    |  |  |                                 |  |
|                                           |                                     | Giorgio Federico di Solms-Sonnenwalde                     | Enrico Guglielmo di Solms-Sonnenwalde               |  |  |       |  |  |                                    |  |  |                                 |  |
|                                           |                                     | Giorgio Federico di Solms-Sonnenwalde                     | Enrico Guglielmo di Solms-Sonnenwalde               |  |  |       |  |  |                                    |  |  |                                 |  |
|                                           |                                     | Giorgio Federico di Solms-Sonnenwalde                     | Maria Maddalena di Oettingen-Oettingen              |  |  |       |  |  |                                    |  |  |                                 |  |
| Sofia Albertina di Solms-Sonnenwalde      |                                     | Giorgio Federico di Solms-Sonnenwalde                     |                                                     |  |  |       |  |  |                                    |  |  |                                 |  |
|                                           |                                     | Anna Sofia di Anhalt-Bernburg                             | Cristiano II di Anhalt-Bernburg                     |  |  |       |  |  |                                    |  |  |                                 |  |
|                                           |                                     | Anna Sofia di Anhalt-Bernburg                             | Cristiano II di Anhalt-Bernburg                     |  |  |       |  |  |                                    |  |  |                                 |  |
|                                           |                                     | Anna Sofia di Anhalt-Bernburg                             | Eleonora Sofia di Schleswig-Holstein-Sonderburg     |  |  |       |  |  |                                    |  |  |                                 |  |
| Federica Augusta Sofia di Anhalt-Bernburg |                                     | Anna Sofia di Anhalt-Bernburg                             |                                                     |  |  |       |  |  |                                    |  |  |                                 |  |
|                                           | Federico Guglielmo I di Brandeburgo | Giorgio Guglielmo di Brandeburgo                          |                                                     |  |  |       |  |  |                                    |  |  |                                 |  |
|                                           | Federico Guglielmo I di Brandeburgo | Giorgio Guglielmo di Brandeburgo                          |                                                     |  |  |       |  |  |                                    |  |  |                                 |  |
|                                           | Federico Guglielmo I di Brandeburgo | Elisabetta Carlotta del Palatinato-Simmern                |                                                     |  |  |       |  |  |                                    |  |  |                                 |  |
| Alberto Federico di Brandeburgo-Schwedt   | Federico Guglielmo I di Brandeburgo |                                                           |                                                     |  |  |       |  |  |                                    |  |  |                                 |  |
|                                           |                                     | Sofia Dorotea di Schleswig-Holstein-Sonderburg-Glücksburg | Filippo di Schleswig-Holstein-Sonderburg-Glücksburg |  |  |       |  |  |                                    |  |  |                                 |  |
|                                           |                                     | Sofia Dorotea di Schleswig-Holstein-Sonderburg-Glücksburg | Filippo di Schleswig-Holstein-Sonderburg-Glücksburg |  |  |       |  |  |                                    |  |  |                                 |  |
|                                           |                                     | Sofia Dorotea di Schleswig-Holstein-Sonderburg-Glücksburg | Sofia Edvige di Sassonia-Lauenburg                  |  |  |       |  |  |                                    |  |  |                                 |  |
| Albertina di Brandeburgo-Schwedt          |                                     | Sofia Dorotea di Schleswig-Holstein-Sonderburg-Glücksburg |                                                     |  |  |       |  |  |                                    |  |  |                                 |  |
|                                           |                                     | Federico Casimiro Kettler, duca di Curlandia              | Jacob Kettler, duca di Curlandia                    |  |  |       |  |  |                                    |  |  |                                 |  |
|                                           |                                     | Federico Casimiro Kettler, duca di Curlandia              | Jacob Kettler, duca di Curlandia                    |  |  |       |  |  |                                    |  |  |                                 |  |
|                                           |                                     | Federico Casimiro Kettler, duca di Curlandia              | Luisa Carlotta di Brandeburgo                       |  |  |       |  |  |                                    |  |  |                                 |  |
| Maria Dorotea di Curlandia                |                                     | Federico Casimiro Kettler, duca di Curlandia              |                                                     |  |  |       |  |  |                                    |  |  |                                 |  |
|                                           |                                     | Sofia Amalia di Nassau-Siegen                             | Enrico di Nassau-Siegen                             |  |  |       |  |  |                                    |  |  |                                 |  |
|                                           |                                     | Sofia Amalia di Nassau-Siegen                             | Enrico di Nassau-Siegen                             |  |  |       |  |  |                                    |  |  |                                 |  |
|                                           |                                     | Sofia Amalia di Nassau-Siegen                             | Maria Maddalena di Limburg-Stirum                   |  |  |       |  |  |                                    |  |  |                                 |  |
|                                           |                                     | Sofia Amalia di Nassau-Siegen                             |                                                     |  |  |       |  |  |                                    |  |  |                                 |  |